# 마닭새우
마닭새우는 닭새우과의 갑각류이다. 마닭새우의 머리와 가슴은 약간 원통형이고, 복부는 비교적 평평하며 꼬리는 부드럽고 반투명하다. 몸빛깔은 파란색을 띤 녹색이다. 